# Volta Laboratory and Bureau
Le Volta Laboratory and Bureau, également connu sous les appellations Alexander Graham Bell Laboratory, Bell Carriage House, Bell Laboratory et Volta Bureau, est créé à Georgetown (Washington, D.C.) par Alexander Graham Bell.
Le Volta Laboratory est fondé entre 1880 et 1881 avec Charles Sumner Tainter et le cousin de Bell, Chichester Bell, chargé de la recherche et développement dans les domaines des télécommunications, phonographe et autres technologies.
Grâce aux bénéfices générés par le Volta Laboratory, Bell fonde, en 1887, le Volta Bureau  « pour l'amélioration et la diffusion des connaissances relatives aux sourds » qui fusionne en 1908 avec l' American Association for the Promotion and Teaching of Speech to the Deaf (AAPTSD). Il est rebaptisé Alexander Graham Bell Association for the Deaf en 1956, puis Alexander Graham Bell Association for the Deaf and Hard of Hearing, en 1999.
Le bâtiment, construit en 1893 selon les plans de Peabody and Stearns, est de style néoclassique. Il évoque la structure d'un temple corinthien, associant le grès jaune-doré et la brique romaine, avec des détails architecturaux en terre cuite. Il a été classé National Historic Landmark en 1972.

## Histoire
Le bâtiment actuel, un National Historic Landmark (monument historique américain), est construit en 1893 sous la direction d'Alexander Graham Bell pour servir de centre d'information pour les sourds et malentendants. Bell, plus connu pour avoir reçu le premier brevet de téléphone en 1876, est également une figure marquante de son époque pour l'éducation des sourds. Ses grand-père, père et frère aîné enseignent la parole aux sourds et Alexander travaille avec eux; en outre sa mère et son épouse sont sourdes, ce qui influence profondément l'œuvre de sa vie.
Né à Édimbourg, en Écosse, Bell immigre au Canada avec sa famille, en 1870, après la mort de ses frères, et un an plus tard déménage à Boston pour enseigner dans une école spéciale pour enfants sourds. Il y devient un professeur renommé en ouvrant un cours privé de formation des enseignants de la parole aux sourds, puis comme professeur de physiologie vocale et de mécanique du discours à l'Université de Boston. C'est aussi à cette époque qu'il invente ou améliore le phonautographe, le télégraphe multiple, le télégraphe parlant, ou le téléphone ainsi que de nombreux autres dispositifs.
En 1879, Bell et son épouse Mabel Hubbard, qui est sourde de naissance, déménagent à Washington, DC. L'année suivante, Bell reçoit, du gouvernement français, le prix Volta de 50 000 francs (soit environ 250 000 dollars d'aujourd'hui) pour l'invention du téléphone. Il utilise cet argent pour créer le Fonds Volta, et la Volta Laboratory Association, avec son cousin Chichester A. Bell et Sumner Tainter. Le laboratoire concentre ses recherches sur l'analyse, l'enregistrement et la transmission du son. En 1887, la Volta Laboratory Association transfère ses brevets d'enregistrement sonore et du phonographe à l'American Graphophone Company (l'ancêtre de Columbia Records). Alexander Bell, qui désire profondément améliorer la qualité de vie des sourd, consacre une partie du bénéfice de ses parts pour faire du Volta Bureau un instrument « pour l'amélioration et la diffusion des connaissances relatives aux sourds ».
Le Volta Bureau travaille en étroite collaboration avec l’American Association for the Promotion of the Teaching of Speech to the Deaf (Association américaine pour la promotion de l'enseignement de la parole aux sourds), qui est fondée en 1890, élisant Bell comme président. Le Volta Bureau fusionne officiellement avec l'Association, en 1908. Elle devient l’Alexander Graham Bell Association for the Deaf en 1956, puis Alexander Graham Bell Association for the Deaf and Hard of Hearing, en 1999. Elle est souvent plus simplement nommée l'AG Bell.

### Transition du Volta Laboratory au Volta Bureau
Vers 1879, Bell entreprend ses premières recherches dans une maison qu'il loue au 1325 L Street NW à Washington, puis à partir de l'automne 1880 au 1221 Connecticut Avenue NW. Le laboratoire est ensuite transféré au 2020 F Street NW peu après janvier 1886. Comme la plupart des travaux de laboratoire sont conduits par ses deux associés, Bell peut se livrer à des recherches approfondies sur les causes de la surdité, ainsi que sur les moyens susceptibles d'améliorer la qualité de vie des sourds. Vers 1887 les biens de la Volta Laboratory Association sont partagés entre ses divers ayants droit et son exploitation cesse. Ce qui conduit Bell à créer, la même année, le Volta Bureau. C'est John Hitz, le surintendant de Bell (poste qu'il occupe jusqu'à sa mort en 1908) qui suggère de le baptiser Volta Bureau en 1887. Le Volta Fund (fondation créée par Bell grâce au prix Volta reçu en 1880) est transféré au Volta Bureau Fund, à l'exception de 25 000 dollars que Bell alloue à l'AAPTSD, l'un des organismes dédiés aux sourds à qui Bell lègue plus tard 450 000 dollars (l'équivalent de plus de 10 millions de dollars d'aujourd'hui).
Dès 1889, Bell et sa famille déménagent de Brodhead-Bell Mansion pour une nouvelle maison proche de chez son père, le célèbre philologiste et élocutioniste Alexander Melville Bell. Entre 1889 et 1893, le Bureau Volta se trouve dans la remise à l'arrière de la maison de son père, au 1527 35th Street NW. Le travail du Bureau s'accroit à tel point qu'en 1893, Bell, construit un bâtiment néoclassique en brique jaune et grès pour y abriter l'institution. Le 8 mai 1893, c'est la très jeune Helen Keller (enfant prodige née sourde et muette), qui inaugure le Volta Bureau.
En 1895, le père de Bell, qui a publié plus de 45 ouvrages consacrés à l’élocution et à l'apprentissage de la parole aux sourds, transfert les droits d'auteur de toutes ses publications au profit du Volta Bureau.

## Réalisations du Volta Laboratory

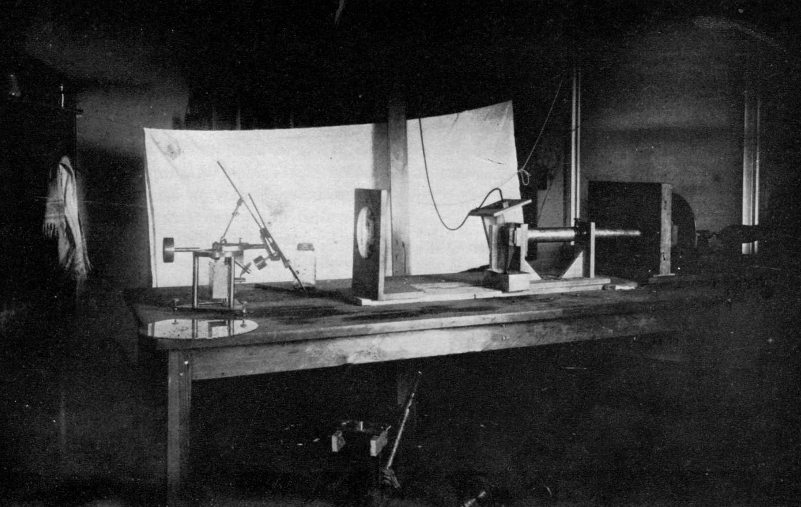
Une des rares photographie prise en 1884 au Volta Laboratory.

La Volta Laboratory Association, ou Volta Associates, est officiellement fondé le 8 octobre 1881 (antidaté au 1er mai de la même année), elle devient propriétaire de tous les brevets déposés. L'association se compose d'Alexander Graham Bell, de Charles Sumner Tainter et du cousin de Bell, le chimiste britannique Chichester Bell. Elle est dissoute en 1886 et tous ses droits de propriété intellectuelle sur l'enregistrement sonore sont transférés à la Volta Graphophone Company.
Au cours des années 1880, les associés travaillent sur divers projets, individuellement ou collectivement,. À l'origine, les travaux du laboratoire se concentrent sur les applications du téléphone, mais se tournent ensuite, à l'initiative de Tainter, vers la recherche phonographique. Les travaux menés par le laboratoire comprennent (liste partielle):
- l'« intermittent-beam sounder » – utilisé pour l'analyse et la génération de sons purs (1880)[10];

- le Photophone – un téléphone optique, le précurseur de la communication par fibre optique (1880)[2],[9],[11]

- des expériences sur l'enregistrement magnétique – tentatives d'enregistrements sonore sur un disque en y déposant de fines particules métalliques magnétisées (1881)[12];

- un poumon d'acier que Bell nomme « vacuum jacket » et qu'il développe après la mort de son fils prématuré (1881)[13];

- le Spectrophone – dérivé du Photophone, utilisé pour l'analyse spectrale au moyen du son (1881)[14];

- un détecteur de métaux – créé afin de sauver la vie du président James A. Garfield après l'attentat du 2 juillet 1881[9],[15];

- un dispositif d'autorégulation de la vitesse pour les enregistreurs de disques (1882);

- l'« air-jet recorder » (1885), un stylet de phonographe électropneumatique développé afin de réduire les bruits de fond lors de la restitution d'un enregistrement, qui obtient l'U.S. Patent # 341 212 le 4 mai 1886;

- un audiomètre – utilisé aussi bien dans les télécommunications que pour l'analyse de la surdité[9];

… ainsi que de très importantes améliorations du phonographe, qui conduira les associés au développement du Graphophone.